# Organizzazione dei Comunisti Marxisti-Leninisti di Grecia
L'Organizzazione dei Comunisti Marxisti-Leninisti di Grecia (Οργάνωση Κομμουνιστών Μαρξιστών-Λενινιστών Ελλάδας), da non confondersi con l'Organizzazione dei Marxisti-Leninisti di Grecia, fu un gruppo marxista-leninista, antirevisionista e hoxhaista greco.
L'OKMLE fu fondato nel gennaio 1982 dai sostenitori greci del Partito del Lavoro d'Albania, che allora aveva ripudiato il maoismo e si era posto in contraddizione con la Cina, sua precedente alleata. Per tutta la sua esistenza, boicottò le elezioni e pubblicò un mensile chiamato Rivoluzione (Επανάσταση).
Nel 1993, l'OKMLE si unì con altri gruppi e personalità per fondare il Movimento per un Partito Comunista Unito di Grecia.